# Studzianki (gmina)
Studzianki (alt. Studzianka) – dawna gmina wiejska istniejąca do 1868 roku w guberni lubelskiej. Siedzibą władz gminy były Studzianki.
Za Królestwa Polskiego gmina Studzianki należała do powiatu janowskiego w guberni lubelskiej.
Gminę zniesiono w 1868 roku, a Studzianki znalazły się w gminie Zakrzówek.